# الانتخابات الرئاسية الغينية 2015

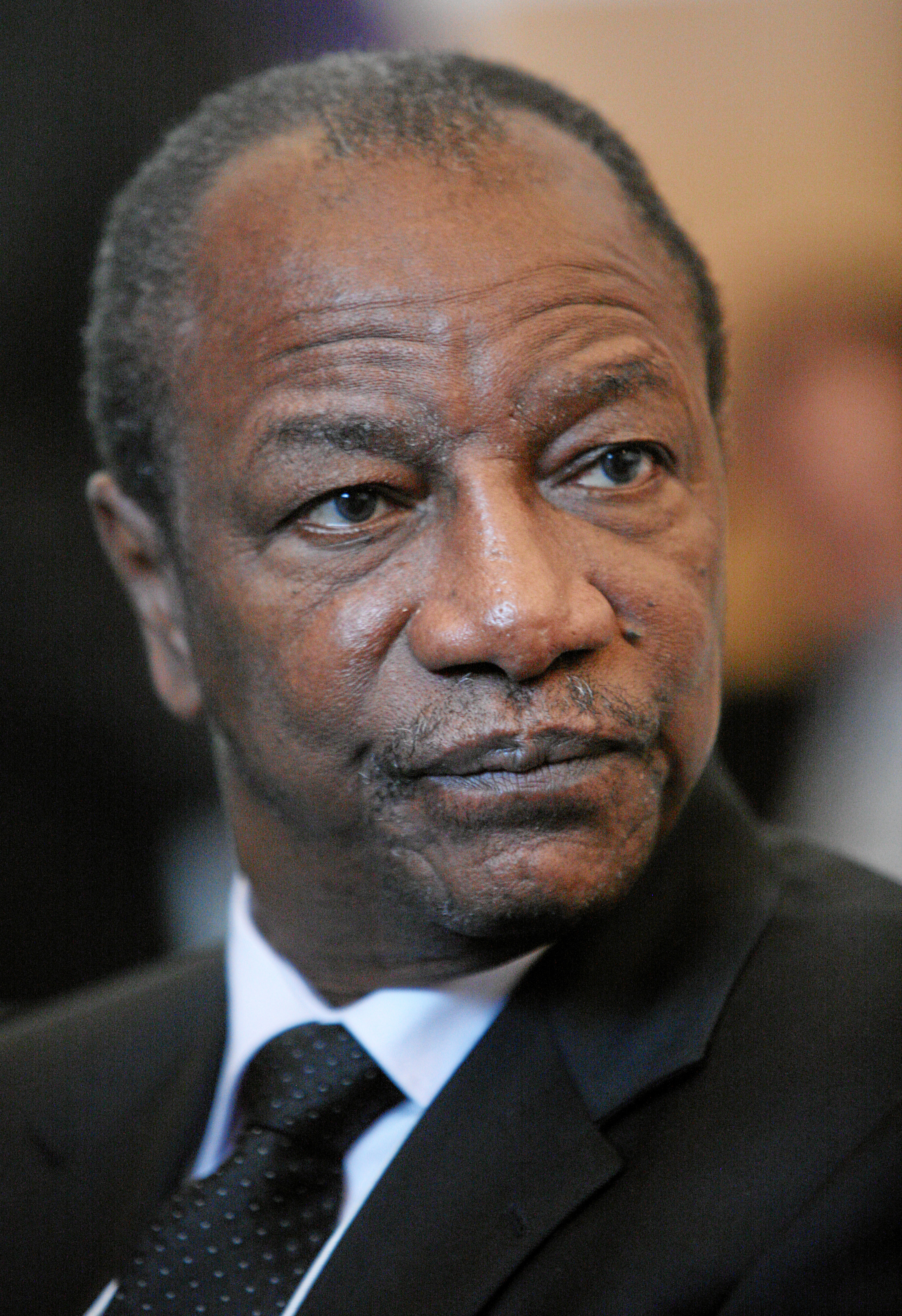
فوز ألفا كوندي بحصوله على 58% صوت

أجريت الانتخابات الرئاسية في غينيا يوم 11 أكتوبر 2015. وكانت النتيجة فوز في الدور الأول للرئيس المنتهية ولايته ألفا كوندي، الذي حصل على 58٪ من الأصوات.